# Salvador Luria
Salvador Edward Luria, Salvador E. Luria (Torino, 1912. augusztus 13. – Lexington, Massachusetts, 1991. február 6.) olasz-amerikai mikrobiológus és molekuláris biológus. 1969-ben Max Delbrückkel és Alfred Hershey-vel megosztva elnyerte az orvostudományi Nobel-díjat "a vírusok replikációját és genetikai szerveződését érintő felfedezéseiért".

## Tanulmányai
Salvatore Edoardo Luria 1912. augusztus 13-án született torinói szefárd zsidó családban. Apja Davide Luria könyvelő, anyja Ester Luria (lánykori nevén Sacerdote) volt. Iskoláit szülővárosában végezte és utána szülei nyomására – bár inkább matematikából, fizikából és irodalomból voltak jó jegyei, biológiából és kémiából csak közepes – a Torinói Egyetemen tanult orvostudományt. 1935-ben kapta meg summa cum laude diplomáját, évfolyama egyik legjobbjaként. Luria nem vágyott hagyományos orvosi karrierre, ezért radiológiára specializálódott, ahol fizikabeli tudás és érvényesülhetett. 1936-37-ben töltötte katonai szolgálatát orvosként az olasz hadseregben.
Ezután a Római Egyetemen folytatta a radiológiai tanulmányait és közben fizikaelőadásokat is hallgatott, így került kapcsolatba Enrico Fermivel is. Itt ismerkedett meg a német fizikus, Max Delbrück nézeteivel a gének molekuláris hátteréről és egy bakteriológus barátja révén a baktériumokat fertőző vírusokkal, a fágokkal is. A kultúrában gyorsan növekvő, egyszerű felépítésű fágok jó kísérleti alanynak tűntek a genetika fizikai hátterének vizsgálatához. 

## Menekülése az Egyesült Államokba
A fasiszta Olaszországban német hatásra egyre fokozódott a zsidók diszkriminálása és 1938-tól Luria már nem kaphatott állami ösztöndíjat vagy kutatói állást. Ezért Párizsba költözött, ahol ösztöndíjasként a Rádiumintézetben dolgozott. Miután a német hadsereg 1940 júniusában megtámadta Franciaországot és már Párizst fenyegette, Luria lebiciklizett Marseille-be, megszerezte az amerikai vízumot és Lisszabonon keresztül 1940. szeptember 12-én New Yorkba érkezett. Fermi segítségével kapott állást a Columbia Egyetemen és ekkor "angolosította" nevét Salvador Edwardra is. 

## A bakteriofágok kutatása

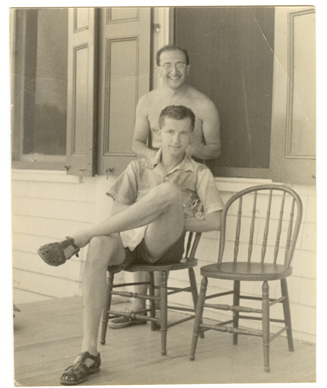
Salvador Luria és Max Delbrück 1953-ban

Decemberben találkozott a Németországból szintén Amerikába menekült Delbrückkel is és kialakították közös fágkutatási programjukat. 1942-ben rövid időt a Vanderbilt Egyetemen töltött Delbrückkel, majd 1943-ban az Indianai Egyetemen talált állást. Itt felfedezte, hogy a baktériumok képesek mutáció révén rezisztenssé válni a vírusfertőzéssel szemben. 1943-ban Luria, Delbrück és a hasonló témán dolgozó amerikai Alfred Hershey megalapította a "fágcsoportot", a vírusgenetikával foglalkozó kutatói informális közösséget. 1947-ben Luria amerikai állampolgárságot kapott. A 40-es évek második felében felfedezte, hogy az UV-fény hatására inaktiválódott vírusok sérült és ép részeik genetikai rekombinációjával képesek fertőzőképes fágokat létrehozni. Luria első doktoranduszhallgatója James D. Watson volt, aki PhD-je megszerzése után Angliában felfedezte a DNS szerkezetét.
1950-ben az Illinoisi Egyetemen folytatta pályáját. Itt felfedezte, hogy egyes bakteriális enzimek képesek megakadályozni a vírusszaporodást a sejtben. Ezek a restrikciós enzimek később a molekuláris biológia alapvető eszközeivé váltak. 1955-től 1972-ig ő volt a főszerkesztője az újonnan alakuló Virology szakfolyóiratnak. 1958-59-ben egy kutatóévet a Massachusetts Institute of Technology-n (MIT) töltött, segédkezett az MIT új mikrobiológiai tanszékének létrehozásában, aminek eredményeképp felkérték annak vezetésére. Mivel ekkoriban a molekuláris biológia térhódításával igen sokan kezdtek foglalkozni a fágokkal, Luria érdeklődése inkább a bakteriális sejtmembránok felé fordult.
1969-ben Salvador Luria, Max Delbrück és Alfred Hershey orvostudományi Nobel-díjat kaptak a fágkutatásban elért eredményeikért. 

## Későbbi pályája
1972-ben az MIT felkérte egy új rákkutató központ megszervezésére. A központ Luria vezetésével 1973-ban nyílt meg, munkatársa volt a Nobel-díjas David Baltimore és olyan felfedezések köthetőek hozzá, mint az RNS-splicing vagy az onkogének felfedezése. Luria 1985-ben vonult vissza az intézet éléről. 

## Politikai aktivitása

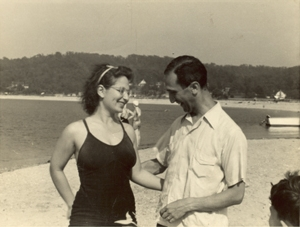
Salvador Luria és felesége az 50-es években.

Olaszországban és Franciaországban nem foglalkozott sokat a politikával, de a fasiszta mozgalmak hatására nézetei határozottan baloldaliakká és békepártivá váltak. Az 1950-es években segítette Linus Pauling harcát az atomkísérletek betiltásáért és a 70-es években felemelte szavát az atomerőművek építése ellen. Tiltakozott a vietnámi háború és Izrael libanoni beavatkozása ellen. Úgy vélte, hogy tudósként fel kell szólalnia a technológia felelőtlen használatával és a szociális igazságtalansággal szemben. A 70-es években részt vett a szárnyait bontogató génsebészet etikai korlátait taglaló megbeszéléseken. Politikai aktivitása miatt 1969-ben egy időre állami finanszírozási feketelistára is került.
Luria nem hanyagolta el a humán tudományokat sem, diákjait arra buzdította, hogy a szakmai könyvek mellett szépirodalmat is olvassanak és néhány évig egy világirodalmi kurzust is vezetett. Egyik ismeretterjesztő könyve (Life: the Unfinished Experiment) 1974-ben Nemzeti Könyvdíjat nyert.

## Családja
Salvador Luria 1945-ben házasodott össze Zella Hurwitz pszichológussal. Egy fiuk született, Daniel David Luria, akiből közgazdász lett.
Salvador E. Luria a massachusettsi Lexingtonban halt meg 1991. február 6-án, szívroham következtében.